# Abdoulaye N'doye
Ne doit pas être confondu avec Abdoulaye Ndoye, artiste plasticien sénégalais contemporain.
Ne doit pas être confondu avec Abdoulaye Ndoye (basket-ball).
Pour les articles homonymes, voir Ndoye.
Abdoulaye N'doye, né le 9 mars 1998 à Dunkerque dans le département du Nord, est un joueur professionnel français de basket-ball. Il mesure 1,99 m et évolue aux postes d'arrière et meneur.

## Biographie

### Premiers titres dans le Nord (2004-2013)
Il commence le basket-ball à l'âge de six ans à l'Union sportive dunkerquoise, bercé par le parcours professionnel de son père. Il y passe ses années de mini-poussins, poussins et une année de benjamin, entrainé par son père.
En 2009, il rejoint l'Olympique Grande-Synthe (club par lequel est notamment passé Valentin Bigote) pour poursuivre son parcours en benjamin et ensuite évoluer en minimes France. En parallèle, il intègre le pôle espoir basket du Nord-Pas-de-Calais basé au CREPS de Wattignies et la Sélection Régionale où il est entraîné par Benjamin Berkani. À la fin de la saison 2012-2013, il remporte les titres de Champion de France Minimes 2012-2013 avec OGS (entraîné par Eric Bigote, papa de Valentin) et de Champion de France UNSS 2012-2013 avec son collège. Lors du tournoi UNSS, il est repéré par Jean-François Martin qui lui propose de visiter les infrastructures du Cholet Basket.

### Cholet Basket (2013-2020)
En 2013, à l'âge de 15 ans, il décide de quitter le Nord pour sortir de son confort et s'éloigner de son cocon familial et prend une licence au Cholet Basket où il intègre l'Académie Gautier CB au niveau cadets durant trois ans. À partir de la saison 2014-2015, il dispute quelques rencontres avec l'équipe Espoirs.
En 2015, il intègre totalement l'équipe Espoirs. À la fin de la saison 2014-2015, il est champion de France U18 avec les cadets.
À partir de la saison 2016-2017, il s'entraîne avec l'équipe professionnelle. Le 30 octobre 2016, lors de la sixième journée de championnat, il connaît sa première titularisation de la saison,. Son entraîneur Philippe Hervé le fait participer à 11 des 34 rencontres de championnat durant lesquels il a des moyennes de 1,1 point, 1,1 rebond, 1,2 passe décisive et 0,7 interception en 10,4 minutes par match.
Le 9 juin 2017, il est invité à participer à l'Eurocamp de Trévise. Le 14 août 2017, il signe son premier contrat professionnel et est intégré dans l'effectif professionnel à temps plein. Il réalise de bons matchs les 21 octobre Nanterre 92 et 18 novembre 2017 contre les Levallois Metropolitans en établissant ses records sur le début de saison. Au cours de la saison, il est suivi par des scouts NBA. Le 5 mai 2018, il se fait une entorse lors du troisième quart-temps du match contre la JL Bourg. Abdoulaye N'doye termine sa première saison professionnelle avec 3,6 points à 40% aux tirs dont 31,8 % à 3-points, 2 rebonds et 1,4 passe décisive pour 4,3 d'évaluation en 17 minutes de moyenne.
Avant le début de la saison 2018-2019, il lui est confié plus de responsabilité avec le nouvel entraîneur Régis Boissié, de nouveaux objectifs et un effectif remanié dans lequel il partage son temps de jeu avec l'autre pépite du club Killian Hayes. Son rôle est d'amener de la défense, de la réussite aux tirs à trois points, de l'agressivité et de la vitesse dans le jeu surtout sur le jeu en transition. Son objectif est de donner le meilleur de lui-même à chaque match, et collectivement avoir le plus de victoires possibles avec en ligne de mire la qualification à la Leaders Cup.
Le 16 novembre 2018, Abdoulaye N'doye termine la rencontre avec 19 points, 3 rebonds et 2 passes décisive dans une victoire de son équipe contre l'ESSM Le Portel.
Le 18 avril 2019, il annonce sa candidature à la draft 2019 de la NBA. Le 11 juin 2019, il retire son nom de la draft.

### AS Monaco (2020-2021)
Au mois d'août 2020, il est prêté à l'AS Monaco pour la saison 2020-2021 de première division,.
À la fin de la saison, Monaco ne reconduit pas le prêt et N'doye doit retourner à Cholet mais il souhaite quitter le club pour jouer dans une équipe plus importante. Les deux parties acceptent de se séparer en septembre 2021,.

### BCM Gravelines-Dunkerque (2021-2022)
En septembre 2021, N'doye rejoint le Basket Club Maritime Gravelines Dunkerque Grand Littoral, club de première division.

### Le Mans SB (2022-2025)
En septembre 2022, N'doye est recruté par Le Mans Sarthe Basket pour 8 semaines comme remplaçant pour pallier l'absence sur blessure de Brynton Lemar. Son passage satisfait le club et en octobre, il signe un contrat jusqu'à la fin de la saison.
Le 31 mai 2023, il accepte l'offre de prolongation du MSB et signe pour deux années supplémentaires au sein de la formation sarthoise.

### En sélection
En 2013, il est pré-sélectionné dans l'équipe de France U15 mais il n'y a pas de compétition internationale.
En août 2014, Abdoulaye N'doye remporte le titre de Champion d'Europe U16 en Lettonie.
En décembre 2016, il remporte le titre de Champion d'Europe U18 en Turquie.
En juillet 2017, il termine 7e du championnat du monde U19 en 2017 en Égypte. Ils s'inclinent en quarts de finale contre le Canada, futur champion du monde.
En juillet 2018, Abdoulaye N'doye termine 4e du championnat d'Europe U20 en 2018 en Allemagne.

## Palmarès

### En club
- Vainqueur de la Leaders Cup de basket-ball 2025 avec le MSB
- Vainqueur de l'EuroCoupe de basket-ball 2020-2021 avec l'AS Monaco
- Finaliste du Trophée du Futur 2016-2017
- Champion de France U18 2014-2015
- Champion de France Minimes 2012-2013
- Champion de France UNSS 2012-2013
- Finaliste Inter-Ligues avec la sélection Nord-Pas-de-Calais 2012-2013

### En sélection nationale
- Pré-sélection en équipe de France U15 en 2013
- Champion d'Europe U16 en 2014 en Lettonie.
- Champion d'Europe U18 en 2016 en Turquie.
- 7e du championnat du monde U17 en 2017 en Égypte.
- 4e du championnat d'Europe U20 en 2018 en Allemagne.

## Statistiques

### Professionnelles
| Saison    | Équipe | Matchs | Titul. | Min./m | % Tir | % 3pts | % LF | Rbds/m. | Pass/m. | Int/m. | Ctr/m. | Pts/m. |
| --------- | ------ | ------ | ------ | ------ | ----- | ------ | ---- | ------- | ------- | ------ | ------ | ------ |
| 2016-2017 | Cholet | 11     | 1      | 10,4   | 26,3  | 0,0    | 50,0 | 1,09    | 1,18    | 0,73   | 0,09   | 1,09   |
| 2017-2018 | Cholet | 31     | 6      | 16,7   | 40,0  | 31,8   | 55,6 | 1,90    | 1,35    | 0,74   | 0,03   | 3,61   |
| 2018-2019 | Cholet | 34     | 27     | 25,9   | 46,2  | 38,5   | 52,8 | 3,59    | 2,65    | 1,41   | 0,26   | 6,09   |

## Vie privée
Abdoulaye est le fils d'Oumar N'doye, ancien basketteur professionnel.
Il a une grande sœur, Aminata, et un grand frère, Mansour, tous deux ont pratiqué le basket-ball.